# Lijst van Nederlandse films per decennium
Dit is een overzicht voor lijsten van Nederlandse films, ingedeeld per decennium.
- Lijst van Nederlandse films (1896-1909)
- Lijst van Nederlandse films (1910-1919)
- Lijst van Nederlandse films (1920-1929)
- Lijst van Nederlandse films (1930-1939)
- Lijst van Nederlandse films (1940-1949)
- Lijst van Nederlandse films (1950-1959)
- Lijst van Nederlandse films (1960-1969)
- Lijst van Nederlandse films (1970-1979)
- Lijst van Nederlandse films (1980-1989)
- Lijst van Nederlandse films (1990-1999)
- Lijst van Nederlandse films (2000-2009)
- Lijst van Nederlandse films (2010-2019)
- Lijst van Nederlandse films (2020-2029)